# Winners
Winners (рус. Уи́ннерс) — канадский розничный торговец одеждой для всей семьи, подарками, мелкой бижутерией, украшениями для дома, разными принадлежностями и обувью, имеющий 168 магазинов по всей стране (в 2004). Наряду с TK Maxx — магазином с похожим ассортиментом товаров — Winners принадлежит группе TJX Companies.
Как утверждают представители Winners, товар, продаваемый у них по 29,99 $ стоил бы в специализированном или универсальном магазине на 20-60 % дороже. Winners организован по образцу родственного ему американского магазина Marshalls.